# Smilovice (Chotilsko)
Smilovice jsou malá vesnice, část obce Chotilsko v okrese Příbram ve Středočeském kraji. Nachází se asi 4,5 kilometru jižně od Chotilska. Vesnicí protéká Vltava. Je zde evidováno 18 adres. V roce 2011 zde trvale žilo sedm obyvatel.
Smilovice leží v katastrálním území Prostřední Lhota o výměře 10,02 km².

## Historie
První písemná zmínka o vesnici pochází z roku 1045.

## Obyvatelstvo
| Rok            | 1869 | 1880 | 1890 | 1900 | 1910 | 1921 | 1930 | 1950 | 1961 | 1970 | 1980 | 1991 | 2001 | 2011 | 2021 |
| -------------- | ---- | ---- | ---- | ---- | ---- | ---- | ---- | ---- | ---- | ---- | ---- | ---- | ---- | ---- | ---- |
| Počet obyvatel | 28   | 40   | 34   | 28   | 28   | 25   | 25   | 12   | 4    | 3    | 3    | 0    | 2    | 7    | 34   |
| Počet domů     | 5    | 5    | 5    | 5    | 5    | 5    | 5    | 10   | 10   | 1    | 1    | 1    | 2    | 3    | 8    |

## Obecní správa
Při sčítání lidu v letech 1850–1979 Smilovice byly osadou obce Prostřední Lhota, se kterým patřily nejprve do okresu Příbram, ale v roce 1950 v okrese Dobříš a od roku 1960 opět v okrese Příbram. Od 1. ledna 1980 jsou částí obce Chotilsko v okrese Příbram.